# Chevecier
Le chevecier ou chefecier (en latin capitiarus) est une ancienne dignité ecclésiastique.

## Description
Le chevecier était disposé à l'autel (autrefois appelée chevet) dans une église et devait l'entretenir. Il avait aussi pour charge de garder son trésor et le luminaire. 

## Chevecier célèbre
- Jean Ier de Courtenay-Champignelles